# Автомобильный мост через Мсту (Белая Гора)
Мост находится в Новгородском районе Новгородской области на 502-м км федеральной автомагистрали «Россия» (М10, E 105 Москва — Санкт-Петербург) в районе деревни Белая Гора. Пересекает реку Мста.
Построен в 1981 году при прокладке объездного (в объезд Новгорода) участка автодороги Москва—Ленинград. 
В октябре 2005 года было начато строительство второй проезжей части моста. С декабря 2006 по апрель 2007 года из-за прекращения финансирования работы были приостановлены. В июне 2007 года новая часть моста была сдана в эксплуатацию, после чего началась реконструкция его старой части. Строительство велось вахтовым методом и завершилось в рекордно короткие сроки. Все работы проводила кампания «Мостоотряд-75».
После реконструкции длина моста составляет 435 метров. 
На левом берегу имеется автомобильная развязка с заездом/съездом в деревню Белая Гора.                 